# TOPAZ LOVE/DESTINY
〈TOPAZ LOVE/DESTINY〉(토파즈 러브/데스티니)은 KinKi Kids의 39번째 싱글이다.

## 개요
The Red Light이후 7개월만의 싱글이다.
타이틀인 Topaz Love은 KinKi Kids의 7년만의공동작이다.  도모토 쯔요시작사(돌발성난청으로 병원에 입원시작사) 도모토 코이치작곡

## 수록곡

### 초회반A

#### DISC1
1. Topaz Love
작사: 도모토 쯔요시 / 작곡: 도모토 코이치 / 편곡: 도지마 코헤이
2. DESTINY
작사: Satomi / 작곡: 이노우에 닛토쿠/ 편곡: 도지마 코헤이
3. Topaz Love -Backing Track-
4. DESTINY -Backing Track-

#### DISCO 2
1. [DVD] Topaz Love (Music Clip & Making)

### 초회반B

#### DISCO 1
1. DESTINY
작사: Satomi / 작곡: 이노우에 닛토쿠/ 편곡: 도지마 코헤이
2. Topaz Love
작사: 도모토 쯔요시 / 작곡: 도모토 코이치 / 편곡: 도지마 코헤이
3. DESTINY -Version Koichi
4. DESTINY -Version Tsuyoshi

#### DISCO 2
1. [DVD] DESTINY (Music Clip & Making)

### 통상반
1. Topaz Love 
작사: 도모토 쯔요시 / 작곡: 도모토 코이치 / 편곡: 도지마 코헤이
2. DESTINY
작사: Satomi / 작곡: 이노우에 닛토쿠/ 편곡: 도지마 코헤이
3. 哀愁のブエノスアイレス - Aishu no Buenos Aires
작사: 우리노 마사오 / 작곡:하야시 테츠지
4. CLASSIC
작사:MINE / 작곡: Vicorsagfors,MagnusFunemyr

킨키 키즈
2018년 오리콘 싱글 차트 1위 음반